# Francisco Batistela
Francisco Batistela CSsR (* 30. September 1931 in Cerquilho, São Paulo, Brasilien; † 20. Oktober 2010 in Guaratinguetá, Brasilien) war ein römisch-katholischer Geistlicher und Bischof von Bom Jesus da Lapa.

## Leben
Francisco Batistela trat 1943 in das Sankt-Alfons-Seminar in Aparecida ein. Nach einem Noviziat in Pindamonhangaba legte er 1952 in der Ordensgemeinschaft der Redemptoristen die erste Profess ab. Er studierte Philosophie und Theologie am Priesterseminar von Santa Teresa in Tietê (SP). Die ewige Profess legte er am 2. Januar 1955 ab und empfing am 25. Januar 1957 die Priesterweihe durch José Carlos Aguirre, Bischof von Sorocaba. Seine pastorale Ausbildung absolvierte er in der Pfarrei Nossa Senhora da Penha, São Paulo (SP). Von 1959 bis 1964 war er am Santuário Nacional e na Paróquia Nossa Senhora Aparecida (Heiligtum Unserer Lieben Frau von Aparecida) tätig, der Basilika zu Ehren der brasilianischen Nationalheiligen. Von 1965 bis 1970 war er Superior der Gemeinschaft und Pfarrer von Garça (SP). Von 1970 bis 1972 war er Superior und von 1973 bis 1975 Pfarrvikar am Heiligtum Unserer Lieben Frau von Aparecida in Aparecida. Von 1976 bis 1978 war er Superior und Rektor der Heilig-Kreuz-Kirche in Araraquara (SP). Von 1979 bis 1981 war er Mitglied des Missionsteams seines Ordens in Sao Joao da Boa Vista (SP). Von 1982 bis 1984 war er Missionar in der Comunidade Santa Teresinha (St. Therese Gemeinschaft) in Tietê (SP). Im Januar 1985 wurde er zum Pfarrer der Pfarrei Nossa Senhora Aparecida in Aparecida und 1987 auch zum Superior der Ordensgemeinschaft ernannt.
Am 18. April 1990 wurde er von Papst Johannes Paul II. zum Bischof von Bom Jesus da Lapa ernannt. Der Bischof von Aparecida, Geraldo María de Morais Penido, spendete ihn am 1. Juli 1990 in der Basilika von Aparecida die Bischofsweihe; Mitkonsekratoren waren Pedro Fré CSsR, Bischof von Barretos, und Tarcísio Ariovaldo Amaral, Bischof von Campanha. 
2009 nahm Papst Benedikt XVI. seinen altersbedingten Rücktritt an. Er starb an den Folgen einer schweren Lungenentzündung im Hospital Frei Galvão in Guaratinguetá (SP).